# 张延昆
张延昆（1963年1月—），男，汉族，河南方城人，中华人民共和国政治人物。中共中央党校研究生毕业，高级管理人员工商管理硕士，高级政工师、经济师。曾任中共北京市委副书记，北京市人大常委会副主任（排第一）。现任内蒙古自治区政协主席。

## 简历

### 新疆
张延昆1985年4月加入中国共产党。1985年8月在新疆维吾尔族自治区参加工作；历任新疆石油局研究院劳动服务公司党支部书记、副教导员，局党委组织部干部管理科副科长，中共新疆维吾尔自治区党委组织部调研室副主任科员、主任科员；后担任自治区党委办公厅秘书一处助理调研员，是时任中共新疆维吾尔自治区党委副书记兼秘书长张福森的秘书。此后，张延昆一直跟随张福森，先后在司法部和中共北京市委机关工作。

### 北京
在北京市工作期间，张延昆获得外放机会，出任中共北京市怀柔县委副书记、政法委书记；后历任中共北京市怀柔区委副书记、区长，中共北京市顺义区委副书记、区长；2009年，升任中共北京市顺义区委书记；2013年1月，在第十四届北京市人大第一次会议上，获提名当选北京市人民政府副市长；2015年10月，升任中共北京市委常委、政法委书记，不再担任北京市副市长，且兼任北京市国安办主任、北京市法学会会长。2020年11月，升任中共北京市委副书记。2021年2月，兼任北京市对外友协第七届理事会会长。2022年1月，当选为北京市人大常委会副主任。同年6月，不再担任中共北京市委副书记、常委。
2022年8月，当选为北京市总工会主席。

### 内蒙古
2023年1月15日，当选内蒙古自治区政协主席。